# Raptori
Raptori ist eine Hip-Hop-Gruppe aus Hyvinkää, Finnland.

## Werdegang
Raptori wurde 1989 gegründet und besteht aus den Musikern JuFo III, Izmo und Kaivo. 1990 wurde das erste Album „Moe“ veröffentlicht. Die dazugehörige Singleauskopplung „Oi Beibi“ belegte mehrere Wochen Platz 1 der Charts in Finnland.
Ihre Texte und ihr Stil sind sowohl aggressiv als auch witzig. Anfang der 1990er Jahre brachten Raptori noch weitere Alben auf den Markt, die wie ihr Vorgänger die finnische Musikszene weiter amerikanisierten.
2000 erschien ihr vorerst letztes Album „Ouu-Raisakson“, auf der sich auch Remixe frühere Songs befinden. So kommt es, das von Oi beibi vier Episoden existieren.
1990 traten sie am OGAE-Songcontest mit dem gleichnamigen Lied an.

## Diskografie
- 1990: Moe (FI: Platin)[2]
- 1991: Tulevat tänne sotkemaan meidän ajopuuteorian (FI: Gold)
- 1996: Epäviralliset Muistelmat
- 2000: Ouu-Raisakson!
- 2010: Sekoelma!